# BVSC Boedapest
BVSC Boedapest is een Hongaarse club uit de hoofdstad Boedapest.

## Geschiedenis
In 1991 promoveerde de club naar de hoogste klasse en eindigde de eerste seizoenen in de middenmoot tot 1995 toen de zesde plaats bereikt werd. Het volgende seizoen werd de club zelfs vice-kampioen en bereikte de finale in het bekertoernooi. Daarna ging het lichtjes bergaf tot een degradatie volgde in 1999. De voetbalafdeling van BVSC werd in 2001 opgeheven. De afdelingen tafeltennis, waterpolo en worstelen bleven wel operationeel.

### Heroprichting
In 2012, na ruim tien jaar afwezigheid, werd de club opnieuw opgericht. In 2019 werd de club kampioen in de regionale competitie van Boedapest. Hierdoor mocht de club spelen op het derde niveau, de Nemzeti Bajnokság III. Na enkele goede eindresultaten was in 2023 de gedroomde promotie een feit. De club werd kampioen op het derde niveau, in de oost-poule. Hierdoor mocht de club in het seizoen van 2023/24 voor het eerst uitkomen in de Nemzeti Bajnokság II, het tweede niveau.

## Erelijst
- Beker van Hongarije

Finalist in 1996, 1997

## BVSC in Europa
#Q = #kwalificatieronde, #R = #ronde, 1/2 = halve finale, F = Finale, T/U = Thuis/Uit, W = Wedstrijd, PUC = punten UEFA coëfficiënten .
Uitslagen vanuit gezichtspunt BVSC Boedapest
| Seizoen | Competitie   | Ronde | Land                   | Club                | Totaalscore  | 1e W    | 2e W       | PUC |
| ------- | ------------ | ----- | ---------------------- | ------------------- | ------------ | ------- | ---------- | --- |
| 1992    | Mitropacup   | 1/2   | Vlag van Tsjechië      | DAC Dunajska Streda | 0-0 (6-5 ns) | 0-0     | < Foggia   | 0.0 |
|         |              | F     | Vlag van Joegoslavië   | Borac Banja Luka    | 1-1 (3-5 ns) | 1-1     | < Foggia   | 0.0 |
| 1996/97 | UEFA Cup     | 2Q    | Vlag van Wales         | Barry Town FC       | 4-4 (2-4 ns) | 3-1 (T) | 1-3 nv (U) | 2.0 |
| 1997/98 | Europacup II | Q     | Vlag van Liechtenstein | FC Balzers          | 5-1          | 3-1 (U) | 2-0 (T)    | 4.0 |
|         |              | 1R    | Vlag van Spanje        | Real Betis          | 0-4          | 0-2 (U) | 0-2 (T)    | 4.0 |

Totaal aantal punten voor UEFA coëfficiënten: 6.0
Ajka ·
Békécsaba ·
Budafoki ·
BVSC ·
Csákvár ·
Gyirmót ·
Honvéd ·
Kazincbarcika ·
Kisvárda ·
Kozármisleny SE ·
Mezőkövesd-Zsóry ·
Soroksár ·
Szeged ·
Szentlőrinci ·
Tatabánya ·
Vasas